# Борис Годунов (фильм, 1987)
Борис Годунов — советский художественный музыкальный фильм, снятый на киностудии «Укртелефильм» в 1987 году. Экранизация одноимённой оперы М. П. Мусоргского. Фильм снимался в Суздале.

## Сюжет
Действие происходит в России и Польше в 1598—1605 годах. После смерти слабоумного царя Фёдора Иоанновича на Московский трон по решению Земского собора восходит Борис Годунов, который ещё при Иване Грозном с помощью интриг, союзов и устройстве брака своей сестры Ирины с царевичем Фёдором приобрёл большое влияние и власть при дворе. Но внезапно появляется новый претендент на престол — некто, выдающий себя за младшего сына Грозного царевича Димитрия, официально погибшего в Угличе в 1591 году. Самозванец объявляется в Польше и, получив поддержку князя Вишневецкого, сандомирского воеводы Мнишека и его дочери прекрасной Марины, возвращается в Россию. Несмотря на то, что и церковь, и Василий Шуйский, расследовавший обстоятельства гибели Димитрия в Угличе, отрицают подлинность царевича, он, приближаясь к Москве, приобретает всё большую популярность у народа и становится реальной угрозой для царя Бориса. Кто же он на самом деле — дерзкий авантюрист, истинный царевич или призрак, явившийся отомстить за давно забытое преступление?

## Съёмочная группа
- Режиссёр: Борис Небиеридзе
- Авторы сценария: Святослав Крутиков, Борис Небиеридзе
- Композитор: Модест Мусоргский
- Оператор: Кирилл Ромицын
- Художник-постановщик: Олег Костюченко
- Художник по костюмам: Н. Зачепиленко
- Художник-декоратор: Владимир Рудько
- Хормейстер: Лев Венедиктов
- Балетмейстер: Ксения Рябинкина
- Оркестр и хор Киевского Государственного академического театра оперы и балета УССР имени Т. Г. Шевченко
- Дирижёр: Стефан Турчак

## Действующие лица и исполнители
- Борис Годунов — Анатолий Кочерга
- Григорий Отрепьев — Олег Исаев (поет Сергей Дубровин),
- Василий Шуйский — Валерий Шептекита (поет Владимир Гуров)
- Андрей Щелкалов, думный дьяк — Иван Гаврилюк (поет Иван Пономаренко),
- Пимен — Евгений Самойлов (поет Валентин Пивоваров),
- Юродивый — Юрий Дубровин (поет Александр Дьяченко),
- Марина Мнишек — Ирина Малышева (поет Людмила Юрченко),
- Рангони — Игорь Стариков (поет Анатолий Мокренко),
- Варлаам — Роман Филиппов (поет Владилен Грицюк),
- Мисаил — Валентин Макаров (поет Николай Хоружий),
- Шинкарка — Валентина Шевель (поет Галина Туфтина),
- Царевич Фёдор, сын Годунова — Анатолий Суханов (поет Юрий Биденко),
- Царевна Ксения Годунова — Ольга Суржа (поет Гизелла Ципола),
- Мамка Ксении — Антонина Лефтий (поет Галина Павлова),
- Митюха — Георгий Дворников (поет Сергей Матвеев)
- Ближний боярин — Г.Кононенко (поет Андрей Ищенко).